# Sonefe
La Sonefe (Sociedade Nacional de Estudos e Financiamento de Empreendimentos) est une société anonyme dont l’État portugais est actionnaire avec une participation d’environ un tiers du capital, qui projetait une usine d'aluminium sur le cours supérieur du Kwanza et la construit la première version du barrage de Cambambe.

## Histoire
La Sonefe est issue d'un groupe d'investisseurs portugais, qui ont implanté des usines de produits grand public en aluminium dans leur pays, avant de s'intéresser à l'Angola dès 1946 pour y créer une usine de binettes puis au Mozambique cinq ans plus tard.
La Sonefe a obtenu en 1956, grâce à ses appuis politiques, les droits de créer un premier barrage de son plan d’aménagement, à Cambambe, situé à environ 200 km de la capitale Luanda, mais les travaux sont retardés de près de deux ans car elle est-sous capitalisée. Finalement, elle a mis en marche, en février 1958, la construction du premier barrage. Cet aménagement de Cambambe, le dernier possible à marée descendante, a permis, via  l’aménagement de l’énergie hydraulique du Kwanza (fleuve), de mettre en marche d’autres projets à marée montante. Le cours supérieur du fleuve Kwanza sera aménagé au début des années 1980 par le leader mondial des barrages, le géant brésilien Odebrecht. La multinationale modernise l'installation de Cambambe, édifiée à l'époque coloniale.
La Sonefe a aussi obtenu en 1956 la concession de l’aménagement de l’énergie hydraulique du Barrage de Biopio, puis échoue à obtenir celle du Barrage de Matala, dans le sud de l'Angola, car le scandale de favoritisme éclate au grand jour. En 1969, les deux centrales contrôlées par Sonefe représentaient une production cumulée de 253 million kWh.